# Cedre del Líban
El Cedre del Líban (Cedrus libani) és un arbre del gènere cedre natiu de les muntanyes de la regió Mediterrània al Líban, oest de Síria i centre sud de Turquia, amb varietats botàniques espècies separades (segons els autors) en el sud-oest de Turquia, Xipre i les muntanyes de l'Atlas a Algèria i Marroc.
Els parcs de conservació de cedres del Líban són candidats en el concurs a les 7 noves meravelles de la natura.

## Descripció

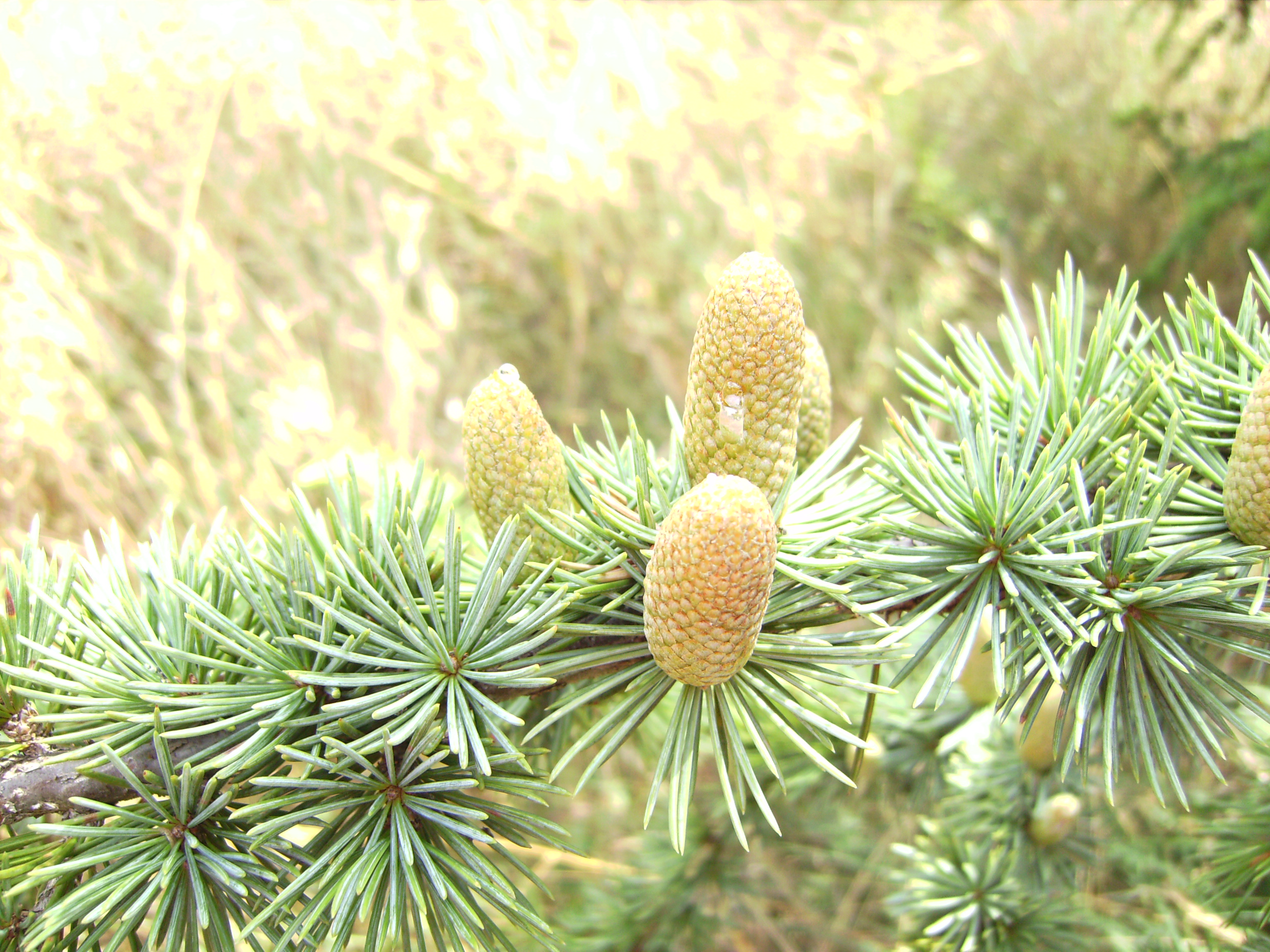
aments masculins de Cedrus libani a Castelltallat

El Cedre del Líban és una conífera de fulla persistent creix fins als 40 metres d'alt amb un tronc de fins a 2,5 metres de diàmetre. La capçada és cònica en arbres joves i amb el temps és tabular. Les fulles són aciculars amb estomes a totes les bandes. Les pinyes es apareixen cada dos anys i maduren en un any, fan uns 8-12 cm de llarg,

## Taxonomia
Aquestes són considerades com a varietats, subespècies o com a espècies separades però molt pròximes segons els autors:
- Cedrus libani var. libani (Cedre del Líban):
- Cedrus libani var. stenocoma (Cedre Turc):
- Cedrus libani var. brevifolia (Cedre de Xipre):
- Cedrus libani var. atlantica (Cedre de l'Atlas):

El tractament dels cedres turcs, xipriotes i de l'Atlas com a varietats o subespècies és segons treballs botànics i florístics, mentre el tractament com a espècies separades està molt estès en la jardineria popular, tot i que també ha estat considerat en treballs taxonòmics. La discrepància es troba en l'estreta base genètica dels arbres en cultiu que dona una falsa impressió de diferenciació que no es troba pas si s'atenen els arbres feréstecs.

## Ecologia
En el Líban i Turquia els cedres són més abundants a altituds de 1.000-2.000 m, on formen boscos purs o mesclats amb Abies cilicica, Pinus nigra, i alguns ginebres. A Xipre apareix a 1,000-1.525 m arribant al cim del mont Paphos. A les muntanyes de l'Atlas apareixen a 1.370–2.200 m en masses pures o mesclats amb avets i Juniperus thurifera.

## Història, simbolisme i usos

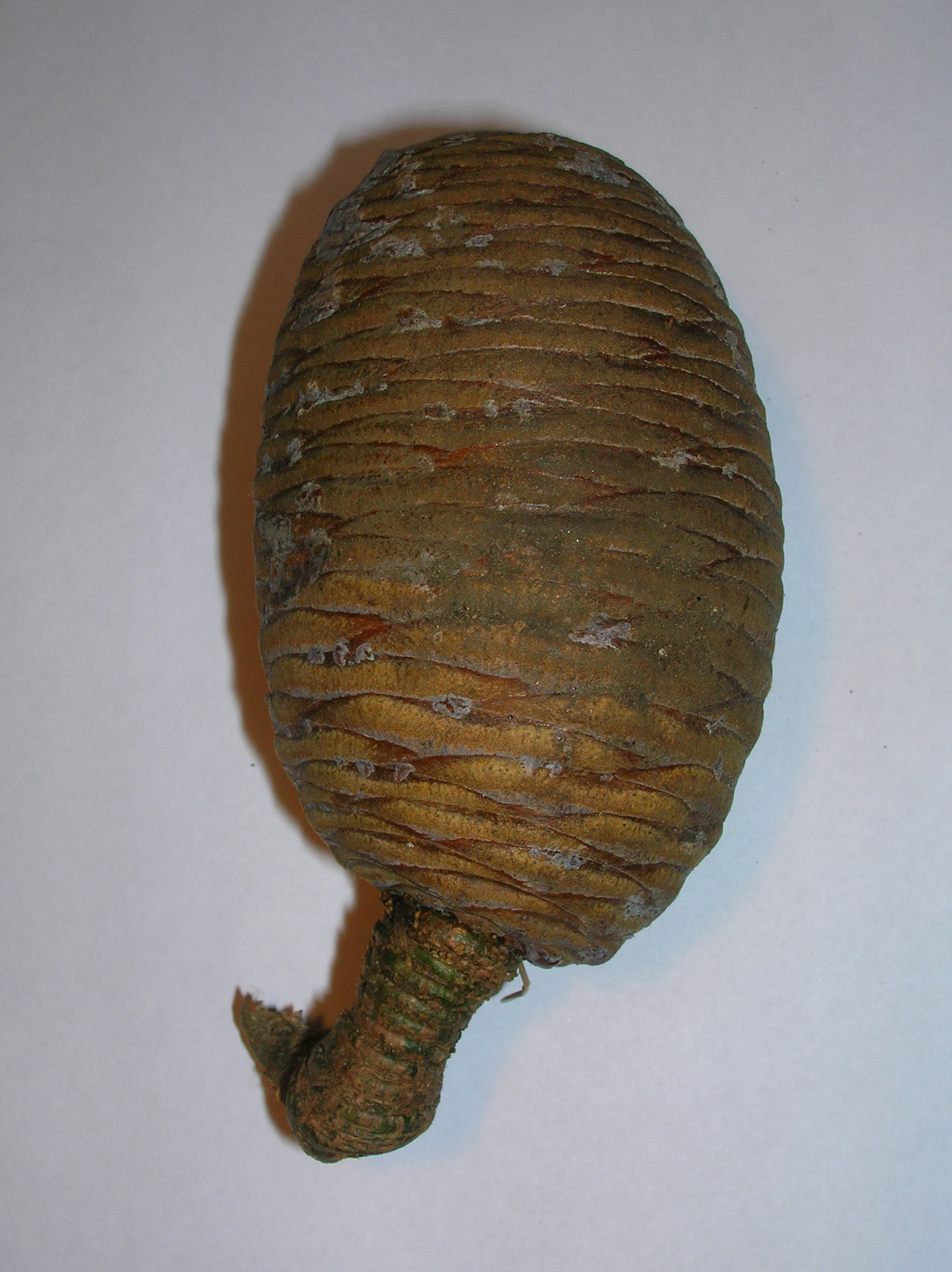
Pinya de Cedre del Líban.

El Cedre del Líban va ser important per a moltes civilitzacions especialment per a les zones àrides del voltant. Els arbres van ser usats pels fenicis per a la construcció i les naus. A Egipte s'usava la reïna per a la momificació i les serradures s'han trobat en tombes egípcies. En l'èpica de Gilgamesh s'esmenten els boscs de cedres com el lloc on viuen els Déus. Els jueus, segons la Llei de Moisés, havien de fer servir l'escorça del cedre en la circumcisió i en el tractament de la lepra. Isaïes va usar el Cedre del Líban com a metàfora de l'orgull del món Segons el Talmud, els jueus cremaven fusta d'aquest cedre en el mont de les oliveres per anunciar l'Any Nou. Es va fer servir fustes del cedre per construir el temple de Salomó, entre d'altres. Els romans, grecs, perses, assiris i babilonis també l'utilitzaven.

Al llarg de la història hi ha hagut una extensiva desforestació i actualment només queden retalls del gran bosc. La desforestació ha estat particularment intensa al Líban i Xipre. En aquesta illa només hi sobreviuen arbres de 25 metres d'alt quan Plini el Vell n'esmenta de 40 metres d'alt. A Turquia s'ha reforestat extensivament i 50 milions d'arbres es planten anualment. Es protegeixen a més de les cabres.

### Significat regional

La bandera del Líban amb un cedre

El Cedre del Líban ha estat sempre l'emblema nacional d'aquest país i se'l representa en la bandera. També és el símbol principal de la Revolució del Cedre, i de diversos partits polítics libanesos.
El Bosc dels Cedres de Déu a Bsharri i el Bosc de Barouk són reserves nacionals al Líban.

### Ús en jardineria
Els cedres són plantats com a arbres ornamentals en parcs, avingudes i grans jardins, sobretot a ciutats de clima mediterrani.

### Ubicació
Mapa de boscos de cedres
(www.mount-lebanon.com)